# Kárpáti Béla (labdarúgó)
Kárpáti Béla (Felsőgalla, 1929. szeptember 30. – Budapest, 2003. december 31.) válogatott labdarúgó, hátvéd, edző.

## Pályafutása

### Klubcsapatban
1946-ig a Felsőgallai SC labdarúgója volt. Ezt követően került Győrbe, ahol hamarosan ez élvonalban is bemutatkozott. Legjobb eredménye az 1952-es és 1953-as bajnoki hatodik hely volt. 1956-ban Baróti Lajos szerződtette a Vasashoz, aki már az ETO-nál edzője volt. A Vasas háromszoros bajnok és kétszeres Közép-Európa kupagyőztes lett. 1964-ben vonult vissza az aktív sportolástól.

### A válogatottban
1953 és 1958 között 19 alkalommal szerepelt a magyar válogatottban. Tagja volt az 1954-es svájci világbajnokságon részt vevő csapatnak, de pályára nem lépett, így ezüstérmet sem kapott. A következő, 1958-as svédországi világbajnokságon is részt vett, de ezen a tornán sem kapott játéklehetőséget.

### Edzőként
1964-ben először a Vasasnál dolgozott edzőként. Az 1965-ös és 1966-os idényben az Ózdi Kohász vezetőedzője volt. 1967 és 1968 között a Videoton vezetőedzője. A munkássága alatt lett először első osztályú csapat a székesfehérvári együttes. 1968 nyarától szaktanácsadóként tevékenykedett a Budafoknál.
1969 és 1976 között Nigériában dolgozott. Először állami főedző, illetve edzőképzéssel foglalkozó szakember volt. Majd a Darma United, a Racca Rovers és Kano állam válogatottjának vezetőedzője.
1976-ban hazatért és egy évig az utánpótlás válogatottnál végzett edzői munkát. 1978-ban a Zalaegerszegi TE vezetőedzője. 1979 és 1986 között ismét külföldön dolgozott, a kuvaiti Tadhamon SC edzője volt.
1986 és 1988 között a Vasas MLSZ képviselője. 1988-89-es idényben a Vasas vezetőedzője volt.

## Sikerei, díjai
- Magyar bajnokság
  - bajnok: 1957-tavasz, 1960–61, 1961–62
  - 3.: 1959–60
- Bajnokcsapatok Európa-kupája (BEK)
  - elődöntős: 1957–58
- Közép-európai kupa (KK)
  - győztes: 1956, 1957
  - döntős: 1963
- A Gépipar Kiváló Dolgozója (1956)[3]
- A Magyar Népköztársaság Kiváló Sportolója (1956)[4]

## Statisztika

### Mérkőzései a válogatottban
| Magyarország | Magyarország         | Magyarország               | Magyarország  | Magyarország | Magyarország  | Magyarország  | Magyarország | Magyarország |
| #            | Dátum                | Helyszín                   | Hazai         | Eredmény     | Vendég        | Kiírás        | Gólok        | Esemény      |
| ------------ | -------------------- | -------------------------- | ------------- | ------------ | ------------- | ------------- | ------------ | ------------ |
| 1.           | 1953. október 11.    | Bécs, Práter-stadion       | Ausztria      | 2 – 3        | Magyarország  | barátságos    | -            | 46'          |
| 2.           | 1954. október 24.    | Budapest, Népstadion       | Magyarország  | 4 – 1        | Csehszlovákia | barátságos    | -            | 46'          |
| 3.           | 1955. szeptember 17. | Lausanne, Olimpiai Stadion | Svájc         | 4 – 5        | Magyarország  | Európa-kupa   | -            |              |
| 4.           | 1955. szeptember 25. | Budapest, Népstadion       | Magyarország  | 1 – 1        | Szovjetunió   | barátságos    | -            |              |
| 5.           | 1955. október 2.     | Prága, Strahov-stadion     | Csehszlovákia | 1 – 3        | Magyarország  | Európa-kupa   | -            |              |
| 6.           | 1955. október 16.    | Budapest, Népstadion       | Magyarország  | 6 – 1        | Ausztria      | Európa-kupa   | -            |              |
| 7.           | 1955. november 13.   | Budapest, Népstadion       | Magyarország  | 4 – 2        | Svédország    | barátságos    | -            |              |
| 8.           | 1956. április 29.    | Budapest, Népstadion       | Magyarország  | 2 – 2        | Jugoszlávia   | Európa-kupa   | -            | 46'          |
| 9.           | 1956. május 20.      | Budapest, Népstadion       | Magyarország  | 2 – 4        | Csehszlovákia | Európa-kupa   | -            |              |
| 10.          | 1956. szeptember 16. | Belgrád, JNA-stadion       | Jugoszlávia   | 1 – 3        | Magyarország  | Európa-kupa   | -            |              |
| 11.          | 1956. szeptember 23. | Moszkva, Lenin-stadion     | Szovjetunió   | 0 – 1        | Magyarország  | barátságos    | -            |              |
| 12.          | 1956. október 7.     | Párizs, Colombes Stadion   | Franciaország | 1 – 2        | Magyarország  | barátságos    | -            |              |
| 13.          | 1956. október 14.    | Bécs, Práter-stadion       | Ausztria      | 0 – 2        | Magyarország  | barátságos    | -            |              |
| 14.          | 1957. június 12.     | Oslo, Ullevaal Stadion     | Norvégia      | 2 – 1        | Magyarország  | vb-selejtező  | -            |              |
| 15.          | 1957. június 16.     | Stockholm, Råsunda Stadion | Svédország    | 0 – 0        | Magyarország  | barátságos    | -            |              |
| 16.          | 1957. június 23.     | Budapest, Népstadion       | Magyarország  | 4 – 1        | Bulgária      | vb-selejtező  | -            |              |
| 17.          | 1957. szeptember 15. | Szófia, Levszki-stadion    | Bulgária      | 1 – 2        | Magyarország  | vb-selejtező  | -            |              |
| 18.          | 1958. szeptember 14. | Chorzów, Stadion Śląski    | Lengyelország | 1 – 3        | Magyarország  | barátságos    | -            |              |
| 19.          | 1958. szeptember 28. | Moszkva, Lenin-stadion     | Szovjetunió   | 3 – 1        | Magyarország  | NEK-selejtező | -            |              |
|              | Összesen             |                            |               | 19           | mérkőzés      |               | 0            | gól          |